# Copifrontia
Copifrontia là một chi bướm đêm thuộc họ Noctuidae.